# المحلة (ملحان)

تعديل مصدري - تعديل

المحلة هي إحدى قرى عزلة بدح بمديرية ملحان التابعة لمحافظة المحويت، بلغ تعداد سكانها 235 نسمة حسب تعداد اليمن لعام 2004.